# Экмюльская битва
Экмюльская битва произошла 21—22 апреля 1809 года между французской и австрийской армиями. Сражение стало поворотным моментом войны Пятой Коалиции. Наполеон был не готов для начала военных действий 10 апреля 1809 года и, впервые со времени провозглашения Империи, был вынужден уступить инициативу противнику. Но благодаря упорству, проявленному французами, итальянцами и баварцами, Наполеон смог остановить основную австрийскую армию и вырвать стратегическую инициативу.

## Стратегическая ситуация
Действуя по пятидесятимильному фронту от Регенсбурга до Пфаффенхофена, который проходил по лесам, ни французы, ни австрийцы не имели адекватных данных о взаимных силах, расположении или намерениях. Предполагая, что большая часть австрийской армии была развернута так, чтобы защитить Вену, 20 апреля 1809 года Наполеон двинулся на юго-запад. В результате армии столкнулись в битве под Абенсбергом, которая завершилась победой французов и их союзников.
Французское наступление, однако, только рассекло австрийскую армию, отделив её левое крыло от основной армии. Два корпуса были отведены эрцгерцогом Карлом на север и сформировали девятимильную оборонную линию. Ещё более важно то, что 20 апреля 1809 года австрийцы захватили Регенсбург. Вместе с ним австрийцы захватили стратегический мост через Дунай. Захват моста в Регенсбурге позволил Карлу восстановить контакт со своим правым крылом, который был до этого момента отделён от основной австрийской армии Дунаем.

## Ход битвы
Ведущие австрийские силы столкнулись с конницей французов, ей удалось уменьшить силу нападения благодаря холмистому и лесистому ландшафту. Австрийский генерал Франц фон Розенберг серьёзно забеспокоился, когда увидел, что войска противника не двигались, чтобы продолжить сражение, и понял, что большинство французских войск было на пути к полю боя. Эти войска фактически прибыли на фланг Розенберга. Наполеон со своей армией прибыл на поле боя 22 апреля 1809 года.

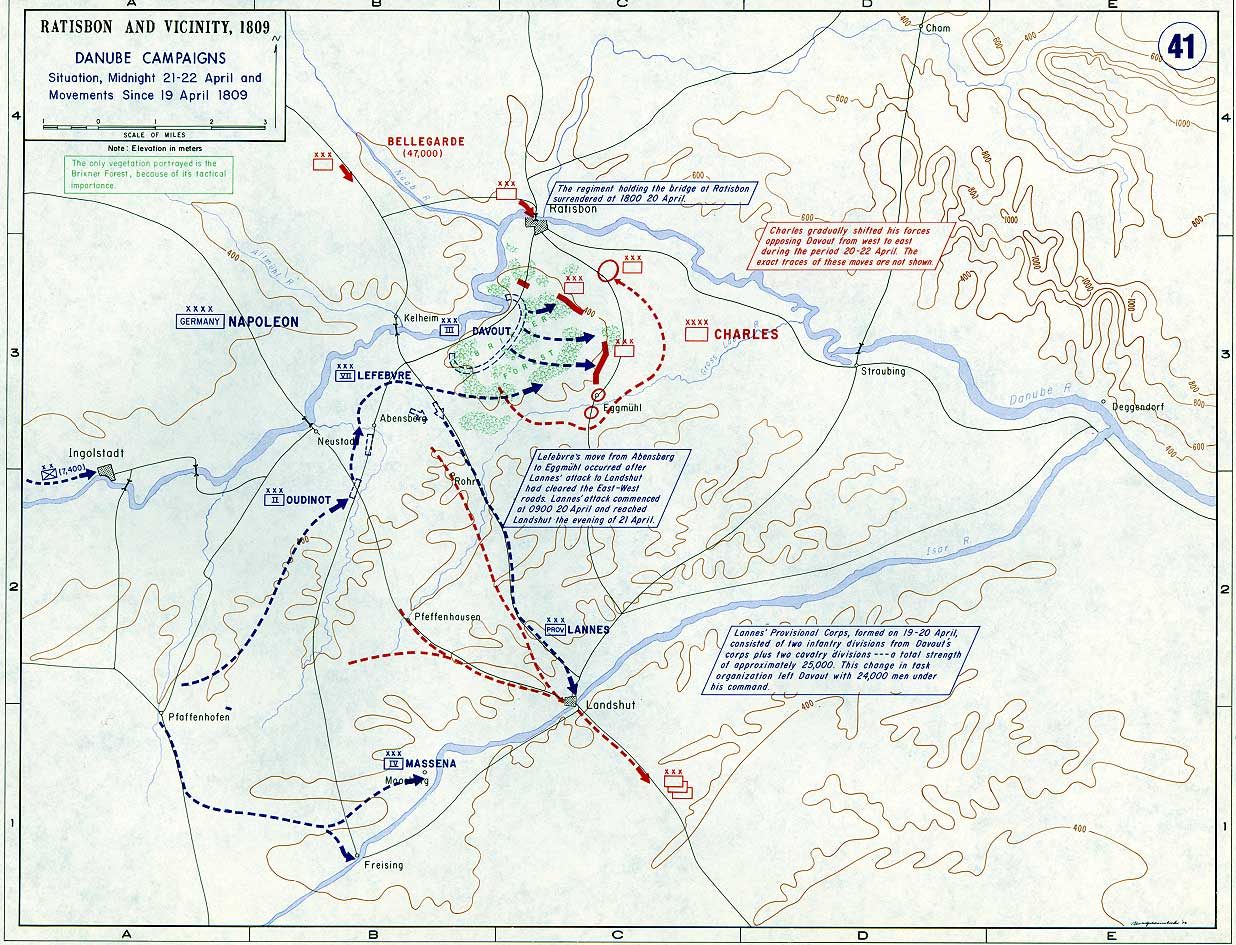
Карта театра военных действий

С рассветом, войска Даву выстроились в боевой порядок. Левый фланг держала дивизия Фриана, Сент-Ильера в центре, правый фланг Лефевр. Кавалерийские части Монбрена в резерве. Эрцгерцог Карл планировал начать атаку в час дня. Его первая группировка в 40 тысяч солдат имела две задачи: корпус Розенберга — разбить Даву, корпус Гогенцоллерна — сдерживать подкрепления французов из Ландсхута. Вторая группировка, состоящая из 38 тысяч солдат Коловрата, должна была ударить во фланг Даву.
Все утро Карл использовал для приготовления к предстоящей битве. Корпус Коловрата приближался к левому флангу французов, в ответ на это Даву укрепил свой фланг кавалерией Монбрена. Около 12 часов дня показался французский авангард Вандама. Авангард составляли вюртембержцы, которые после нескольких атак смогли захватить замок города в Экмюле, несмотря на сопротивление хорватов Вукасовича. А тем временем, услышав артиллерийские выстрелы со стороны Экмюля, Даву заметил, что вся артиллерия Розенберга бьет по Наполеону. Это был шанс, центр Сент-Ильера атаковал центр Розенберга, дивизия Фриана была чуть левее. Баварская пехота Лефевра поддержали атаку на Экмюль. Гюден смог прорвать австрийцев чуть севернее. Положение Карла было ужасно, французские пушки вступили в перестрелку с австрийскими и не давали противнику сосредоточить огонь по пехоте.

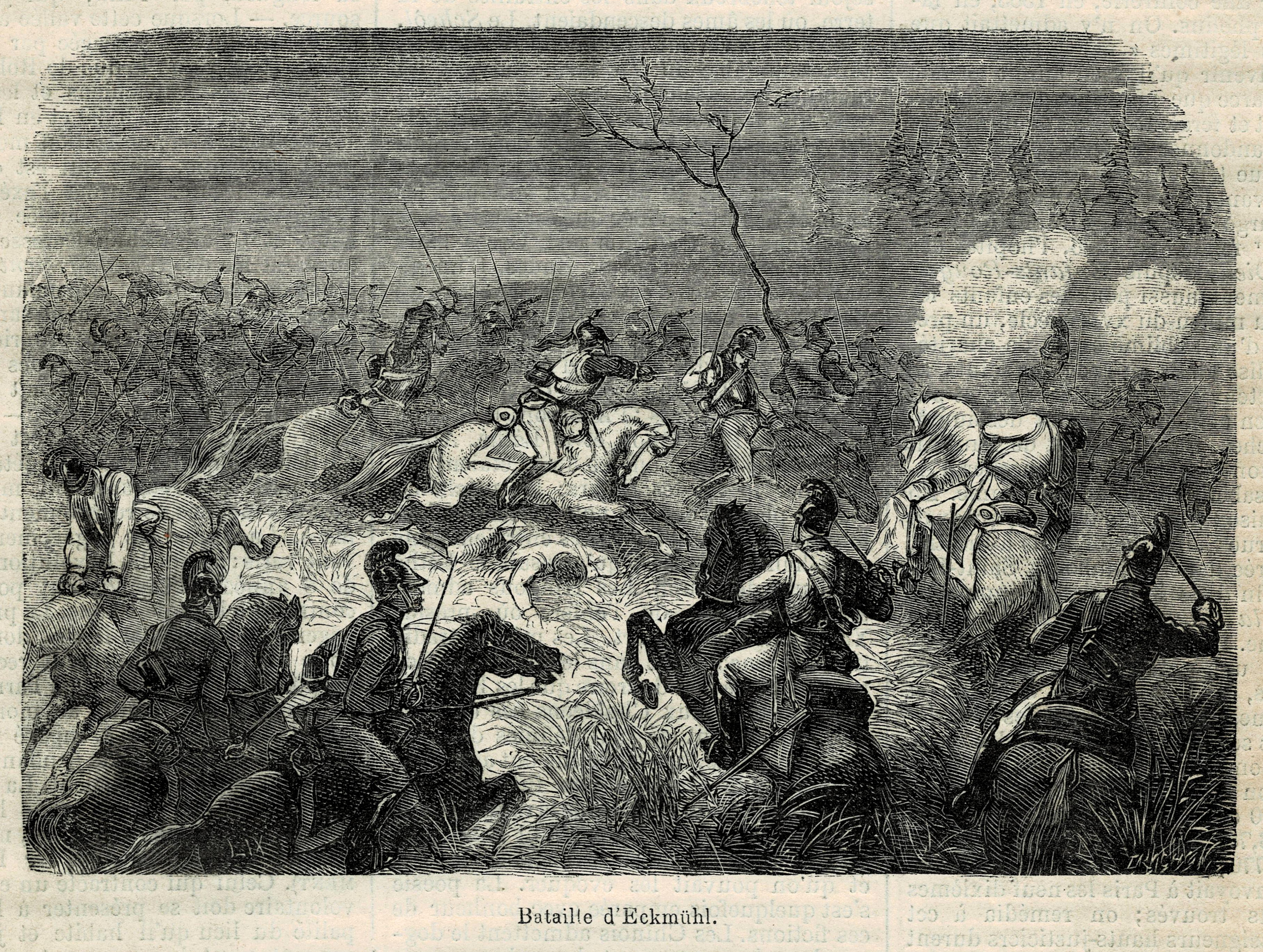
Баталия при Экмюле

Даву путем больших потерь, смог сковать пехоту Розенберга, пока Наполеон громил Гогенцоллерна. Карл, заметив быстрое прибытие Наполеона, не решился вводить резервы Коловрата и Лихтенштейна. Карл начал отступать к Регенсбургу, но скованные войска Розенберга не могли покинуть поле боя.
Для прикрытия отхода Розенберга, Карл стянул всю свою кавалерию на север, но в тот же миг, тяжелая кавалерия Нансути встретила их с особой отвагой. Со страшным грохотом они столкнулись, после чего началась беспощадная схватка. Этот бой окончательно решил ход битвы, австрийская кавалерия была изрублена, пехота дрогнула и беспорядочно отступала.

## Последствия
Французы выиграли сражение, но оно не стало решающим в войне. Наполеон надеялся, что будет в состоянии догнать австрийскую армию перед Дунаем, но он не знал, что австрийцы владеют мостом в Регенсбурге и могут перейти через Дунай.